# Brasília
Brasília [bɾaˈzilja] (G sg. Brasílie) glavni je grad Brazila. Smješten je u saveznom distriktu Distrito federal
na središnjoj 1000 metara visokoj visoravni Planalto cental, unutar savezne države
Goias. Udaljen je 207 km od Goianie, 1531 km od Salvadora i 930 km od Rio de Janeira. Šire gradsko područje ima 3.716.996 stanovnika, što ga čini tek četvrtim gradom i šestim gradskim područjem po veličini u Brazilu. U gradu se nalaze sjedišta svih grana brazilske uprave i 124 inozemna veleposlanstva.
U gradu se nalaze i sjedišta biskupije, sveučilišta, mnogih brazilskih tvrtki, a obližnja međunarodna zračna luka Brasília, treća po veličini u Brazilu, ga povezuje sa svim većim brazilskim gradovima i mnogim međunarodnim odredištima.
Brasília je upisana na UNESCO-ov popis mjesta svjetske baštine u Amerikama 1987. godine kao "jedinstven primjer grada stvorenog ex nihilo 1956. godine, te je znamenitost koja je snažno utjecala na povijest urbanizma.

## Povijest
Zamisao da se prijestolnica Brazila premjesti iz Rio de Janeira u središte države je prvi iznio José Bonifácio, savjetnik cara Pedra I., još 1827. godine. On je taj budući grad nazvao Brasilia i izložio je svoj plan Generalnom vijeću Brazila, ali plan nije proveden jer je Car raspustio vijeće.
Postoji legenda kako je talijanski svećenik Don Bosco već 1883. godine u snu vidio futuristički grad čiji smještaj odgovara današnjoj Brasiliji.
Iako je u Brazilu postojala ideja o preseljenju prijestolnice u unutrašnjost već od 1891., Brasilia je osnovana 1956. godine, na poticaj tadašnjeg brazilskog predsjednika Juscelina Kubitscheka koji je želio rasteretiti prenapučene obalne krajeve zemlje i stanovništvo privući u unutrašnjost. Juscelino Kubitschek je jednom izjavio: "...vidio sam u snu raskriljenu pticu nad Amazonskom džunglom...", te je kasnije sam odabrao mjesto nakon dugotrajnih letova avionom iznad Amazone.
Urbanist Lúcio Costa i arhitekt Oscar Niemeyer su osmislili svaki element grada, od plana stambenih i upravnih četvrti (koji se često uspoređuje s oblikom ptice u letu) do simetrije inovativnih i maštovitih građevina koje su trebale pridonijeti skladnoj cjelini grada.
Grad je izgrađen do 1960., te je 21. travnja iste godine inauguriran kao novi glavni grad. Iste godine grad je imao oko 140.000 stanovnika, broj koji je do 1970. porastao na 537.000 stanovnika. Kako je grad bio planiran za samo pola milijuna stanovnika, do 2000. godine gradske vlasti su bile prisiljene izgraditi brojna satelitska stambena naselja kako bi smjestila populaciju od preko dva milijuna.
Godine 1988. Brasilia je dobila gradski statut i pravo birati svog guvernera i Upravno vijeće distrikta (Câmara Legislativa) koje ima zakonodavnu vlast.

## Arhitektura
Grad su projektirali urbanist Lúcio Costa, arhitekt Oscar Niemeyer, i pejzažni arhitekt Roberto Burle Marx, koji su Brasiliji namijenili tadašnja najmodernija estetska i konstrukcijska dostignuća. Tlocrt grada ima oblik raskriljene ptice, u čijem tijelu se nalaze najznačajnije upravne i javne zgrade, dok su u krilima samodostatni stambeni blokovi. Grad se i danas veoma brzo širi u skladu s prvobitnim urbanističkim planom.
Među znamenitostima, uglavnom Niemeyerovim projektima, ističu se Palača nacionalnog kongresa (Congresso Nacional), Katedrala, te uz umjetno jezero predsjednička palača Palacio Alvorada. Ostale znamenite građevine su: Zgrada vlade (Palácio do Planalto), Vrhovni sud, Avenija ministarstava, Panteon Juscelina Kubitscheka i Nacionalno kazalište.
- Brasílianska katedrala
- Palača vlade iza spomenika "Ratnici"
- Moderno gospodarsko središte Brasílije
- Most Juscelina Kubitscheka
- Znanstveni institut Sveučilišta Brasilia

## Gradovi partneri
Brasilia je zbratimljena s gradovima:
| - Abuja, Nigerija - Amsterdam, Nizozemska - Berlin, Njemačka - Bogota, Kolumbija - Boston, Massachusetts, SAD - Buenos Aires, Argentina - Doha, Katar - Kartum, Sudan | - Lima, Peru - Lisabon, Portugal - Montevideo, Urugvaj - Peking, Kina - Rim, Italija - Washington, D.C., SAD - Xi'an, Kina |

## Vanjske poveznice
- Brasília, informacije (engl.)
- Brasília - činjenice (engl.)
- Brasília, fotografije
- Feature article on CityMayors.com (engl.)